# Улыбышев, Александр Дмитриевич
Алекса́ндр Дми́триевич Улы́бышев (2 [13] января 1794, Лукино, Нижегородская губерния — 24 января [5 февраля] 1858, там же) — музыкант-любитель и литератор, один из первых русских музыкальных критиков.

## Биография
Родился 2 (13) января 1794 года в имении Лукино в Нижегородском уезде Нижегородской губернии (ныне — Богородский район Нижегородской области) — внебрачный сын сын надворного советника Д. В. Улыбышева, русского посла в Саксонии, получившего в 1806 году потомственное дворянство. Имел брата Владимира и двух младших сестёр: Елизавета Улыбышева (?—1858) — поэтесса (писала на французском языке); Екатерина Панова (1804 — после 1858) — адресат «Философических писем» Чаадаева.
До 16 лет жил с семьей в Германии. По прибытии в Россию, он вместе с братом Владимиром выдержал экзамен для получения права на первый чин. Поступил на службу в канцелярию министра финансов 20 августа 1812 года; с 31 августа 1813 года по 29 февраля 1816 года — в канцелярии горных и соляных дел. С 29 апреля 1816 года служил в Коллегии иностранных дел; 25 марта 1828 года был произведён в статские советники; в сентябре 1830 года, после смерти отца, уволен — по прошению, 22 сентября, в отставку. Оставшиеся годы жил в доставшемся ему нижегородском имении Лукино, где собрал превосходную музыкальную библиотеку. Сначала, в течение десяти лет, выезжал в город лишь на ярмарку либо по общественным делам, затем переехал в собственный дом в Нижнем Новгороде на Малой Покровской улице.
В театральные дни (воскресенье, вторник, среда и пятница), по вечерам, А. Д. Улыбышев неизменно был в театре. В «не-театральные» дни (четверг и суббота) в его доме проходили квартетные собрания, где сам А. Д. Улыбышев принимал участие (первая скрипка); Карла Эйзериха (фортепиано) часто заменял М. А. Балакирев, иногда — дочь вице-губернатора, Е. М. Панова. Нередко исполнялись большие произведения: Stabat Mater, Requiem.
Дом Улыбышева был открыт для всех музыкальных знаменитостей; долго жил у него будущий композитор А. Н. Серов, только что окончивший училище правоведения. В дворянском собрании А. Д. Улыбышев не бывал никогда.
Умер 24 января (5 февраля) 1858. Похоронен в Лукино, в семейной усыпальнице. По его завещанию две скрипки и нотное собрание перешли к Балакиреву. Библиотека и рукописи достались сестре Екатерине Дмитриевне.

## Литературная деятельность

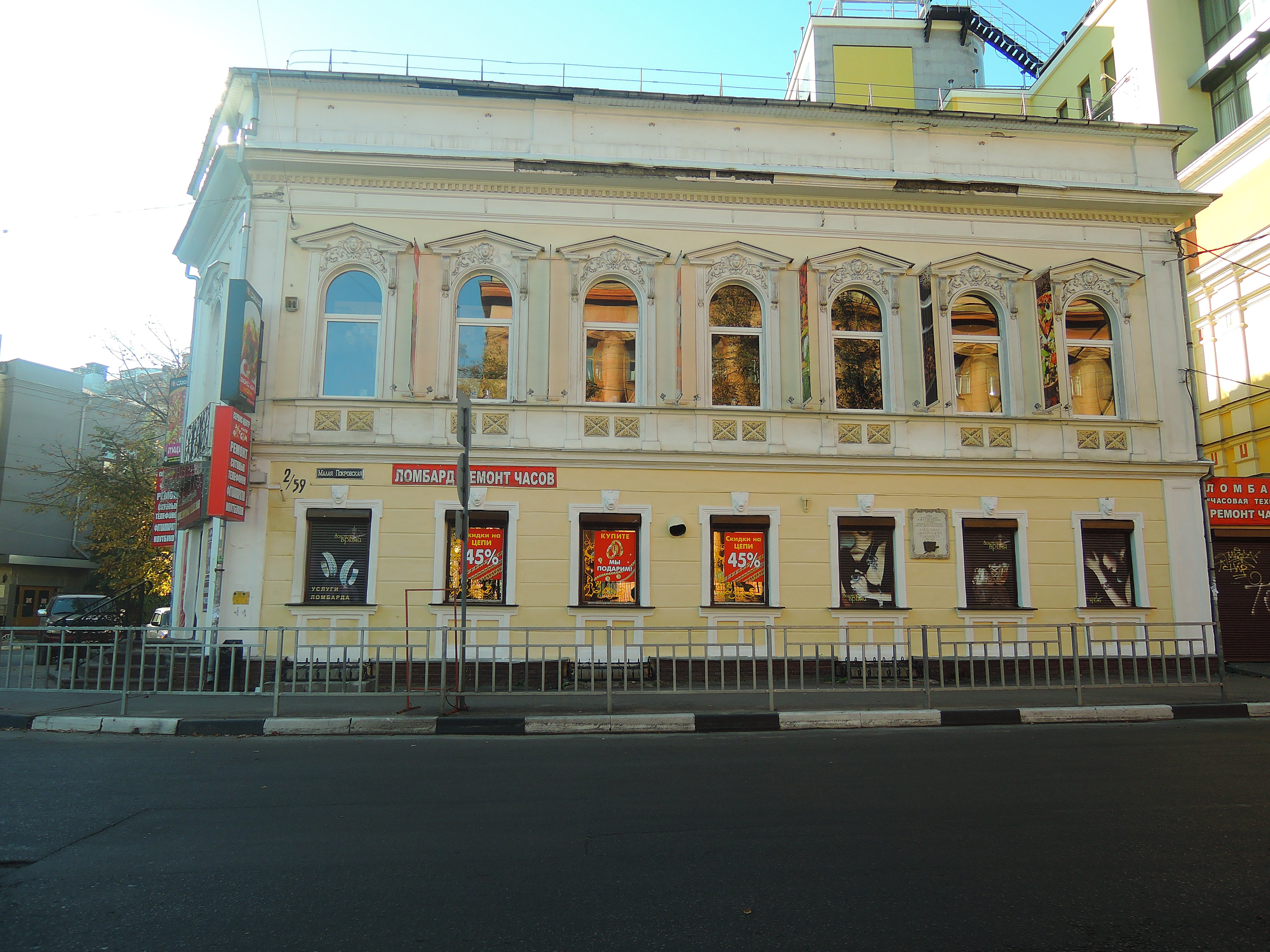
Нижегородский дом на Малой Покровской, в котором в 1853—1858 гг. жил А. Д. Улыбышев

В молодости Улыбышев входил в кружок «Зелёная лампа»; на одном из заседаний в 1819 году он прочёл написанную им на французском языке утопию «Сон» (была опубликована в 1927 году). С 1816 по 1824 сотрудничал с газетой «Le conservateur impartial» в которой публиковались его музыкальные и литературно-критические статьи.
Был редактором газеты «Journal de St.-Pétersbourg» (1825—1830); переводил с французского на русский. Написал на французском языке сочинение о Моцарте «Nouvelle biographie de Mozart, suivie d’un aperçu sur l’histoire générale de la musique et de l’analyse des principaux ouvrages de Mozart» (Москва, 1843), которое обратило на себя внимание не только в музыкальных кружках России, но и в Европе и вызвала сочинение Вильгельма Ленца о Бетховене (1851), в котором было заметно полемическое отношение автора к книге Улыбышева о Моцарте. Улыбышев ответил Ленцу, также написав имевшую отрицательный успех книгу о Бетховене: «Beethoven, ses critiques et ses glossateurs» (Лейпциг, 1856). 
Фрагменты из работ на французском языке, в том числе о 6-й симфонии, а также их переводы на русский язык, выполненные А. Н. Серовым, публиковались в петербургских журналах. Книга Улыбышева о Моцарте была переведена на русский язык Модестом Чайковским и издана в 1890 году, с примечаниями Г. А. Лароша и его же статьей: «О жизни и трудах Улыбышева». Улыбышев писал также драмы, комедии, сатиры, шутки в драматической форме. Его драма в пяти действиях «Раскольники» (1850) напечатана в «Русском Архиве» (1886).

## Награды
- орден Св. Владимира 4-й степени (22.08.1821)
- орден Св. Анны 2-й степени (21.04.1823); алмазные знаки к нему (22.08.1826)

## Семья
Жена: Варвара Александровна, урождённая Олсуфьева. Их дочь, Наталья, была замужем за К. И. Садоковым, директором училищ Нижегородской губернии (и Нижегородской гимназии), впоследствии — помощником попечителя Московского учебного округа.
На единственном сыне Николае, отданном по воле отца из студентов Казанского университета в военную службу на Кавказ и дослужившегося там до первого офицерского чина, около 1860 года прекратился род Улыбышева по мужской линии.

## Сочинения
- Alexandre Oulibicheff. Nouvelle biographie de Mozart, suivie d’un aperçu sur l’histoire générale de la musique et de l’analyse des principaux ouvrages de Mozart. 3 vls. Moscou, 1843 (на французском языке)
- Alexandre Oulibicheff. Beethoven, ses critiques et ses glossateurs. Leipzig; Paris, 1857 (на французском языке)
- Новая биография Моцарта = Nouvelle biographie de Mozart. / В 2 т. Перевод с французского Модеста Чайковского и Зинаиды Ларош, с примечаниями Г. Лароша и его статьёй «О жизни и трудах Улыбышева». — СПб.: Центр гуманитарных инициатив, 2024. — 458 + 358 с.